# Alopecosa osa
Alopecosa osa este o specie de păianjeni din genul Alopecosa, familia Lycosidae, descrisă de Marusik, Hippa și Koponen, 1996. Conform Catalogue of Life specia Alopecosa osa nu are subspecii cunoscute.